# Ateuchus contractum
Ateuchus contractum är en skalbaggsart som beskrevs av Vladimir Balthasar 1939. Ateuchus contractum ingår i släktet Ateuchus och familjen bladhorningar. Inga underarter finns listade.